# Isaac de Ravenna
Isaac conegut com a Isaac l'Armeni, fou exarca de Ravenna. Segurament formava part de la família armènia dels Camsaracans. Es creu que fou nomenat exarca el 619 i va governar del 620 al 637 succeint Eleuteri, però podria haver governat també del 625 al 644 com a successor d'un exarca de nom Euseln (Euselnus).
Vers el 638 l'emperador Heracli va exigir al nou Papa Severí de signar l'Ectesis, o professió de fe monoteleta. Severí va refusar, i Heracli es va negar a reconèixer-lo com a papa, i va enviar un oficial de nom Maurici a negociar. Aquest Maurici es va apoderar del Palau del Laterà i va cridar a l'exarca Isaac, i aquest hi va anar, i junts van saquejar el Palau, enviant el tresor a Heracli, si bé una bona part va restar a l'exarcat. Maurici va ordenar repetir l'acció però per no haver de repartir el botí va destituir l'exarca. Isaac va fer presoner a Maurici i el va executar.
El rei longobard Rotari va conquerir totes les possessions imperials a Ligúria, així com gran part de l'Emília, cap al 643. Una batalla lliurada entre els longobards i les tropes de l'Exarcat a la riba del Panaro va acabar en una gran derrota dels romans d'Orient, amb diversos milers de soldats morts. Sembla que el mateix Isaac probablement va morir lluitant contra els longobards, però l'autor de la vida del Papa Teodor I al Liber Pontificalis diu que Isaac va morir d'un ictus. El va succeir Plató.